# Schismatoglottis turbata
Schismatoglottis turbata är en kallaväxtart som beskrevs av S.Y.Wong. Schismatoglottis turbata ingår i släktet Schismatoglottis och familjen kallaväxter. Inga underarter finns listade.